# Cerotainia unicolor
Cerotainia unicolor là một loài ruồi trong họ Asilidae. Cerotainia unicolor được Hermann miêu tả năm 1912. Loài này phân bố ở vùng Tân nhiệt đới.